# دئورزه
دئورزه (به هلندی: Deurze) یک منطقهٔ مسکونی در هلند است که در آ ان هونزه واقع شده‌است. دئورزه ۸۲ نفر جمعیت دارد.